# Mercury Phoenix Trust
The Mercury Phoenix Trust ist eine gemeinnützige Organisation mit Sitz in Maidenhead, England, die es sich zum Ziel gemacht hat, weltweit die Immunschwächekrankheit Aids zu bekämpfen.

## Geschichte
Die Organisation wurde 1992 von den Mitgliedern der Rockgruppe Queen gegründet, nachdem deren an Aids erkrankter Sänger Freddie Mercury im November 1991 an einer Lungenentzündung verstorben war. Neben Brian May, Roger Taylor und John Deacon war auch der Queen-Manager Jim Beach an der Gründung beteiligt, die aus den Einnahmen des Freddie Mercury Tribute Concert finanziert wurde.
Im Jahr darauf wurde die EP Five Live veröffentlicht, auf der von George Michael, Queen und Lisa Stansfield interpretierte Songs zu hören sind. Bis auf den letzten (nur in den Album-Ausgaben enthaltenen) Song handelt es sich ausnahmslos um Liveaufnahmen, was auch der Titel impliziert.
1. Somebody to Love (Queen und George Michael während des Freddie Mercury Tribute Concert)
2. Killer (George Michael; Coverversion von Adamski feat. Seal)
3. Papa Was a Rolling Stone (George Michael; Coverversion von The Temptations)
4. These Are the Days of Our Lives (Queen mit George Michael und Lisa Stansfield während des Freddie Mercury Tribute Concert)
5. Calling You

Teilweise enthalten:
1. Dear Friends (vom 1974er Queen-Album Sheer Heart Attack)

Während es das Album in zahlreichen Ländern in die Top Ten der Verkaufscharts schaffe, gelang es der EP am 22. April 1993 die Spitze der britischen Singles-Charts zu erreichen.
1994 wurde auf den Straßen Großbritanniens die erste landesweite Spendensammlung von Fans organisiert, die seitdem jährlich durchgeführt wird. Kurz nachdem 1995 das letzte Queen-Studioalbum Made in Heaven erschienen war, erhielt der Trust am Welt-AIDS-Tag eine Spende über die gesamten Gewinne von Five Live, die von Queen und ihren Plattenfirmen übergeben wurde.
Am 22. November 1996 wurde eine Wanderausstellung, die sog. Freddie Mercury Photographic Exhibition ins Leben gerufen, die aus 94 Fotos besteht, welche das Leben von Freddie Mercury von seiner Kindheit bis hin zum letzten Foto vom Mai 1991 dokumentieren. Nachdem sie ihre Reise in der Royal Albert Hall begonnen hatte, war sie später nach Paris, Köln und sogar nach Timișoara in Rumänien gereist. Sie war auch in Nuneaton zu sehen. Brian May äußerte sich folgendermaßen zur Ausstellung:

“The exhibition is a little history of someone very small who became someone very big. Ultimately, we are all very small but Freddie was exceptional.”

„Die Ausstellung ist eine kleine Geschichte von jemandem sehr kleinem, der jemand sehr großes wurde. Letzten Endes sind wir alle sehr klein, aber Freddie war herausragend.“

“Everywhere this exhibition goes it helps to remind people that there is still a huge problem with HIV/AIDS.”

„Wo immer diese Ausstellung gezeigt wird, hilft sie, Menschen daran zu erinnern, dass es noch immer ein riesiges Problem mit HIV/AIDS gibt.“

Seit 2004 bieten Queen in ihrem offiziellen Shop auch Bootlegs von Konzerten an, die nach Kreditkartenzahlung direkt heruntergeladen werden können. Die Einnahmen fließen in die Stiftung.

## Weitere Projekte
Die Stiftung unterstützt über 100 gemeinnützige Organisationen in Europa, Asien, Afrika und Amerika. Diese reichen von riesigen Organisationen wie der Weltgesundheitsorganisation bis hin zu winzigen Einrichtungen in Uganda, Kenia und Indien. So werden z. B. die britische Organisation START, die sich mit der Erforschung der Hautkrankheit Follikulitis beschäftigt, ebenso unterstützt, wie das Londoner Royal-Marsten-Krankenhaus, das am Kaposi-Sarkom forscht. Weiterhin wurden auch die Missionarinnen der Nächstenliebe von Mutter Teresa in Kalkutta mit medizinischen Lieferungen unterstützt.
Außerdem arbeitet die Stiftung weltweit mit Initiativen zur Geldbeschaffung zusammen, die von Fans bzw. Fanklubs ausgehen.